# Erich Hofherr
Erich Hofherr (* 1951; † 17. Juli 2007) war ein deutscher Jurist und Richter am Bundesverwaltungsgericht.
Nach dem Wehrdienst nahm Hofherr das Studium der Rechtswissenschaft auf, das er 1976 mit der Ersten Juristischen Staatsprüfung erfolgreich beendete. Anschließend absolvierte er bis 1979 das Rechtsreferendariat. Im Februar 1979 wurde Hofherr an der Universität Tübingen mit der Untersuchung Staatliche Organe als Beteiligte in der Zivilgerichtsbarkeit zum Dr. iur. promoviert.
Im Februar 1980 trat er in den Justizdienst des Landes Baden-Württemberg ein, wo er zunächst als Richter auf Probe dem Verwaltungsgericht Stuttgart zugewiesen war. 1983 wurde er dort zum Richter auf Lebenszeit ernannt. Während seiner Dienstzeit am Verwaltungsgericht Stuttgart war Hofherr von Ende 1981 an für 12 Monate an das Landratsamt Ludwigsburg und ab Anfang 1985 für 2½ Jahre als wissenschaftlicher Mitarbeiter an das Bundesverwaltungsgericht abgeordnet. Mit Beginn des Jahres 1989 wurde Hofherr für mehr als 4 Jahre als Referent für öffentliches Recht, Europarecht und Zivilrecht an das Ministerium für Justiz, Bundes- und Europaangelegenheiten Baden-Württemberg abgeordnet. Im November 1989 wurde er zum Richter am Verwaltungsgerichtshof in Mannheim ernannt, wo er im 10. Senat insbesondere für atomrechtliche Verfahren zuständig war. 2002 wurde er zum Vorsitzenden Richter am Verwaltungsgericht ernannt und kehrte an das Verwaltungsgericht Stuttgart zurück. Hier war er insbesondere für das Baurecht zuständig. Im März 2006 wurde Hofherr zum Vorsitzenden Richter am Verwaltungsgerichtshof in Mannheim befördert.
Im Juli 2006 wurde Hofherr schließlich zum Richter am Bundesverwaltungsgericht ernannt. Hier war er dem für das Bau- und Bodenrecht, das Naturschutz- und Landschaftsschutzrecht, das Denkmalschutzrecht, das Recht der Anlegung und des Betriebes von Flugplätzen und weitere Teile des Fachplanungsrechts zuständigen 4. Revisionssenat zugewiesen.
Am 17. Juli 2007 starb Hofherr nach einer schweren psychischen Erkrankung. Hofherr war verheiratet und hatte drei Kinder.